# Amarantine
Amarantine ((engelsk): uforgængelig/som aldrig mister sin skønhed (poetisk)) er det sjette studiealbum fra den irske musiker Enya. Albummet blev udgivet d. 22. november 2005 og vandt en Grammy Award for Best New Age Album i 2007 og er det tredje bedst sælgende new age-album i 2000'erne i USA ifølge Nielsen SoundScan.
Udgivelsesdatoen blev annonceret af Roma Ryan den 23. september 2005 på det officielle Enya-forum. Albummet blev lækket på internettet d. 11. november 2005 kort før den officielle udgivelse.[kilde mangler]
To sange fra albummet blev udgivet som singler: titelnummeret "Amarantine" og "It's in the Rain". "Someone Said Goodbye" blev også udgivet som en promosingle i USA. Albummet blev meget succesfuldt og solgte mere en 6,5 millioner eksemplarer på verdensplan. Albummet forblev #1 på Billboard New Age Albums i 9 måneder og 2 uger (38 uger fra 10. december 2005 til 26. august 2006).

## Albumudgaver
Standardudgivelse
Standardudgaven blev udgivet i 2005. Denne udgave har én CD og indeholder 12 spor. Et hæfte med teksterne var inkluderet.
Speciel juleudgave
Denne to-disc udgave kom i et juvelomslag og cover sleeve udgivet i 2006. Det indeholder de tidligere udgivne 12 spor på den første CD. Den anden CD har fire nyindspillede julesange: "Adeste, Fideles", "The Magic of the Night", "We Wish You a Merry Christmas" og "Christmas Secrets". Standardhæftet med tekster er inkluderet.
Deluxe Samlerudgave
Dette limited edition bokssæt indeholder standardudgaven af Amarantine, den udgave af bogen Water Shows the Hidden Heart af Roma Ryan og tre eksklusive fotos. Alt pakket i en rød fløjlsæske.

## Spor
Alle sange skrevet og komponeret af Enya og Roma Ryan, hvis ikke andet er noteret. 
| Nr. | Titel                          | Længde |
| --- | ------------------------------ | ------ |
| 1.  | "Less Than a Pearl"            | 3:44   |
| 2.  | "Amarantine"                   | 3:13   |
| 3.  | "It's in the Rain"             | 4:08   |
| 4.  | "If I Could Be Where You Are"  | 4:01   |
| 5.  | "The River Sings"              | 2:49   |
| 6.  | "Long Long Journey"            | 3:17   |
| 7.  | "Sumiregusa (Wild Violet)"     | 4:42   |
| 8.  | "Someone Said Goodbye"         | 4:02   |
| 9.  | "A Moment Lost"                | 3:08   |
| 10. | "Drifting"                     | 4:12   |
| 11. | "Amid the Falling Snow"        | 3:38   |
| 12. | "Water Shows the Hidden Heart" | 4:39   |

Speciel juleudgave
| 1.  | "Less Than a Pearl"            | 3:44 |
| 2.  | "Amarantine"                   | 3:13 |
| 3.  | "It's in the Rain"             | 4:08 |
| 4.  | "If I Could Be Where You Are"  | 4:01 |
| 5.  | "The River Sings"              | 2:49 |
| 6.  | "Long Long Journey"            | 3:17 |
| 7.  | "Sumiregusa (Wild Violet)"     | 4:42 |
| 8.  | "Someone Said Goodbye"         | 4:02 |
| 9.  | "A Moment Lost"                | 3:08 |
| 10. | "Drifting"                     | 4:12 |
| 11. | "Amid the Falling Snow"        | 3:38 |
| 12. | "Water Shows the Hidden Heart" | 4:39 |

| 1. | "Adeste, Fideles"               | Traditional | 3:58 |
| 2. | "The Magic of the Night"        |             | 3:34 |
| 3. | "We Wish You a Merry Christmas" | Traditional | 3:40 |
| 4. | "Christmas Secrets"             |             | 3:47 |

- Note: Teksten på Loxian er taget fra bogen Water Shows The Hidden Heart af Roma Ryan.
- Note: Sangen der findes på den anden CD på Amarantine Special Christmas Edition blev også udgivet separat i USA på CD'en Sounds of the Season: The Enya Holiday Collection, og i Canada som Christmas Secrets EP.

## Produktion
- Alle instrumenter og vokaler er udført af Enya
- Tekster af by Roma Ryan, bortset fra "Adeste, Fideles" (traditionel) og "We Wish You a Merry Christmas" (traditionel).
- Arrangeret af Enya og Nicky Ryan
- Mixet af Enya og Nicky Ryan
- Optaget i Aigle Studio
- Engineered af Nicky Ryan
- Mastered af Dick Beetham of 360 Mastering, London

## Loxian
Loxian er et kunstsprog, som blev skabt af forfatter og tekstforfatter Roma Ryan. Det blev beskrevet i pressemeddelelsen som "et futuristisk sprog fra en fjern planet". Loxian blev brugt på tre sange fra Amarantine. Der er også udgivet en bog i december 2005 af Roma Ryan kaldet Water Shows The Hidden Heart som bruger sproget.
Inspirationen til Loxian kom delvist fra elversprog skabt af J. R. R. Tolkien. Enya sang flere sange på Tolkiens sprog til soundtracket til filmtrilogien Ringenes Herre.

## Forhastet annoncering
I september 2004 blev en ny Enyasang kaldet "Sumiregusa (Wild Violet)" udgivet i Japan som en del af en reklamekampagne for Panasonic. Som en del af annonceringen af den nye sang udtalte Warner Music Japan at Enyas næste album ville blive udgivet i november 2004. Den 19. september 2004 udsendte Enya en pressemeddelelse tilgængelig på hendes hjemmeside, som erklærede at der ikke var planlagt nogen umiddelbar udgivelse. "Sumiregusa" blev ikke inkluderet som en af numrene på Amarantine

## Brug i TV-reklamer
Sangen "Sumiregusa" blev brugt af Panasonic til at reklamere for firmaets produkter i Japan, inklusive tv-reklamer som reklamerede for "Viera"- og "Diga"-produktlinjer af fladskærmstv og DVD-optagere. Reklamerne blev sendt på flere nationale tv-kanaler i mange uger, og hjalp både Panasonic og Enyas salgstal.

## Hitlister
| Hitliste                          | Placering |
| --------------------------------- | --------- |
| Australian ARIA Album Chart       | 13        |
| Austrian Albums Chart             | 4         |
| Belgian Albums Chart (Flanders)   | 1         |
| Belgian Albums Chart (Wallonia)   | 2         |
| Canadian Albums Chart             | 4         |
| Danish Albums Chart               | 7         |
| Dutch Albums Chart                | 5         |
| Finnish Albums Chart              | 22        |
| French SNEP Albums Chart          | 5         |
| German Media Control Albums Chart | 3         |
| Hungarian Albums Chart            | 7         |
| Irish Albums Chart                | 15        |
| Italian Albums Chart              | 8         |
| Japanese Oricon Albums Chart      | 2         |
| New Zealand Albums Chart          | 10        |
| Norwegian Albums Chart            | 13        |
| Portuguese Albums Chart           | 5         |
| Spanish Albums Chart              | 9         |
| Swedish Albums Chart              | 4         |
| Swiss Albums Chart                | 3         |
| UK Albums Chart                   | 8         |
| US Billboard 200                  | 6         |

| Hitliste (2005)                 | Placering |
| ------------------------------- | --------- |
| Australian Albums Chart         | 91        |
| Austrian Albums Chart           | 59        |
| Belgian Albums Chart (Flanders) | 26        |
| Belgian Albums Chart (Wallonia) | 19        |
| Dutch Albums Chart              | 35        |
| French Albums Chart             | 47        |
| Italian Albums Chart            | 45        |
| Swedish Albums Chart            | 31        |
| Hitliste (2006)                 | Placering |
| Australian Albums Chart         | 84        |
| Austrian Albums Chart           | 28        |
| Belgian Albums Chart (Flanders) | 61        |
| Belgian Albums Chart (Wallonia) | 31        |
| Dutch Albums Chart              | 20        |
| Japanese Albums Chart           | 34        |
| Swiss Albums Chart              | 10        |
| US Billboard 200                | 35        |